# Saxby Pass
Saxby Pass (in lingua inglese: Passo Saxby) è un passo antartico coperto di neve situato nel Lyttelton Range, a sud del Lange Peak, nei  Monti dell'Ammiragliato, in Antartide. Il passo veniva usato dal gruppo condotto da R.H. Findlay, che faceva parte del New Zealand Antarctic Research Program (NZARP) del 1981-82, per il passaggio tra il Ghiacciaio Atkinson e il Ghiacciaio Dennistoun. 
La denominazione è stata assegnata dal New Zealand Antarctic Place-Names Committee (NZ-APC) in onore di Eric Saxby.